# Kazimierz Kuraś
Kazimierz Kuraś (ur. 26 grudnia 1926 w Krakowie, zm. 13 listopada 2013) – polski polityk, poseł na Sejm PRL IV, V, VI i VII kadencji.

## Życiorys
Uzyskał wykształcenie średnie, z zawodu technik mechanik. W 1945 wstąpił do Polskiej Partii Robotniczej, w 1948 do Polskiej Zjednoczonej Partii Robotniczej. W latach 1950–1957 był pracownikiem przedsiębiorstwa „Beton Stal” w Łęgu, a potem Zjednoczenia Przemysłowym Budowy Huty im. Lenina (był tam robotnikiem, a następnie mistrzem budowlanym). Od kwietnia 1957 pełnił funkcję brygadzisty w Zakładzie Koksochemicznym Huty im. Lenina.
Zasiadał w plenum Komitetu Krakowskiego PZPR i w egzekutywie Komitetu Fabrycznego partii. W latach 1961–1965 był radnym Dzielnicowej Rady Narodowej w Nowej Hucie. W 1965, 1969, 1972 i 1976 uzyskiwał mandat posła na Sejm PRL w okręgu Kraków. W trakcie IV, V i VI kadencji zasiadał w Komisji Handlu Wewnętrznego. Ponadto w trakcie VI kadencji pełnił funkcję zastępcy przewodniczącego Komisji Przemysłu Ciężkiego i Maszynowego, a w trakcie VII Komisji Przemysłu Ciężkiego, Maszynowego i Hutnictwa.
Działał w Związku Bojowników o Wolność i Demokrację i Związku Kombatantów RP i Byłych Więźniów Politycznych. Był inicjatorem odbudowy Pomnika Grunwaldzkiego w Krakowie i budowy Nowohuckiego Centrum Kultury. Zmarł po długiej chorobie, pochowany został 18 listopada 2013 na cmentarzu Prądnik Czerwony (kwatera CCXLVIII-płd.-12).

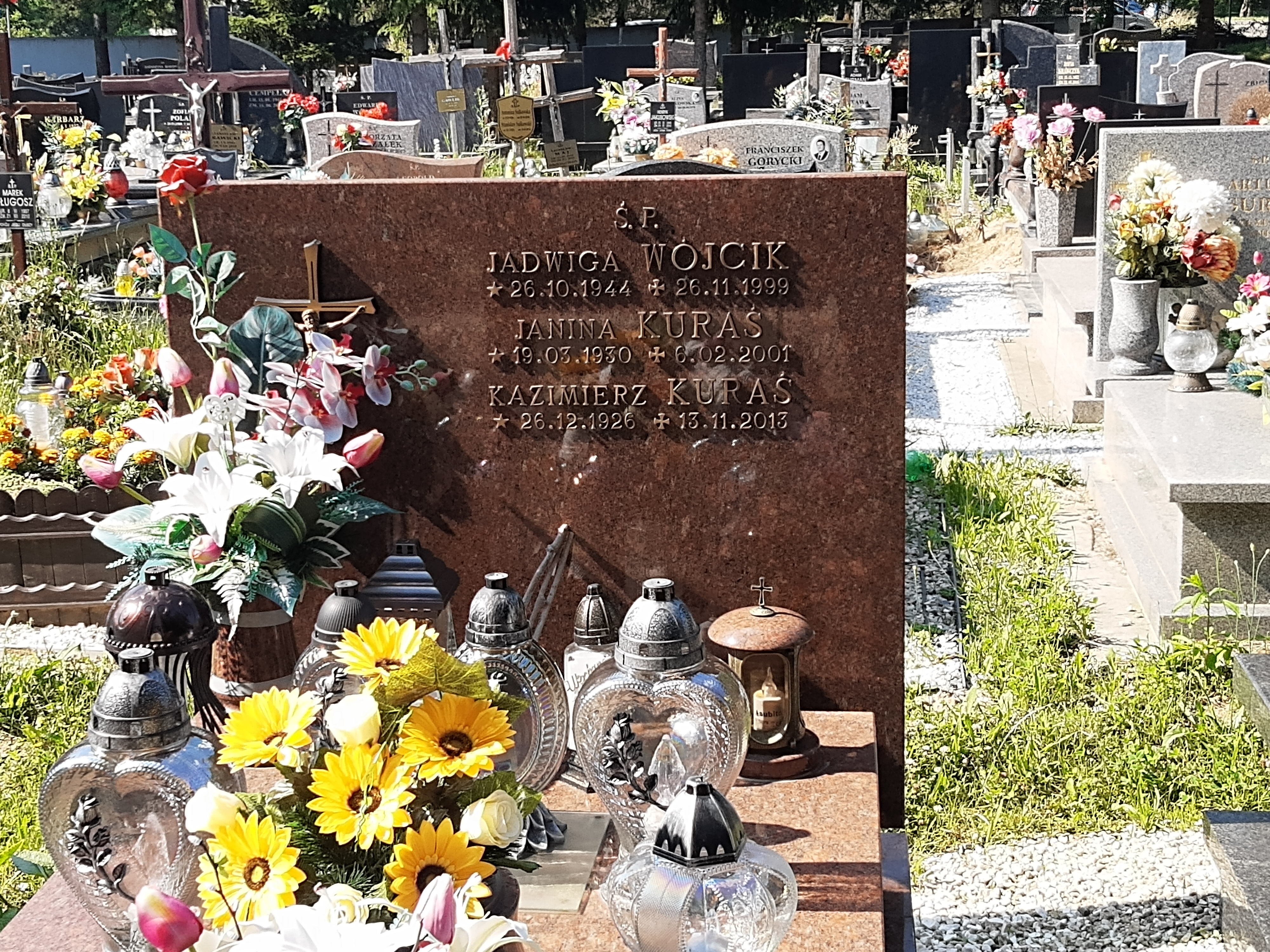
Grób Kazimierza Kurasia

## Odznaczenia
- Order Sztandaru Pracy II klasy
- Krzyż Kawalerski Orderu Odrodzenia Polski
- Medal Zwycięstwa i Wolności 1945
- Srebrny Medal „Za zasługi dla obronności kraju”
- Medal Komisji Edukacji Narodowej
- Odznaka 1000-lecia Państwa Polskiego (1966)[2]
- Złota Odznaka „Za Zasługi dla Ziemi Krakowskiej”